# Lathromeromyia perminuta
Lathromeromyia perminuta är en stekelart som beskrevs av Girault 1914. Lathromeromyia perminuta ingår i släktet Lathromeromyia och familjen hårstrimsteklar. Inga underarter finns listade i Catalogue of Life.